# Vittorio Bontadini
Vittorio Bontadini detto Bontadino de Bontadini (Bologna, ... – 1620) è stato un ingegnere e architetto italiano matematico e intagliatore di legno, è conosciuto soprattutto per la progettazione dell'Acquedotto Wignacourt a Malta.
Nel luglio 1612, Bontadini si occupa del progetto. Bontadini adottato l'idea di Giovanni Attard e di altri capomastri. Il suo contributo più significativo al progetto è stata l'idea di usare pozzolana per fare i tubi impermeabile. L'acquedotto è stato completato tre anni più tardi e viene inaugurato il 21 aprile 1615.
Il ruolo di Bontadini nella costruzione dell'acquedotto è stato commemorato dal Gran Maestro Alof de Wignacourt con numerose iscrizioni su fontane e altre parti dell'acquedotto.
Bontadini fu il primo architetto ad introdurre il barocco a Malta, realizzando anche fontane e altri elementi decorativi all'interno dell'acquedotto.
Nel 1620, venne assassinato a Malta da Ferrante Marangio, un sicario che era stato assunto da tre cavalieri dell'Ordine. La ragione dietro l'assassinio non sono note.